# Oznaczenia oktaw i dźwięków
Materiał dźwiękowy (zbiór dźwięków uporządkowany ze względu na wysokość dźwięku) w europejskim systemie dur-moll został podzielony na oktawy
Nazwy dźwięków w oktawie gamy C-dur to: C, D, E, F, G, A, H. Jednak aby jednoznacznie określić wysokość dźwięku, należy jeszcze podać oktawę, do której dźwięk należy. Istnieje kilka notacji określających, jaka jest dokładnie wysokość dźwięku o znanej nazwie solmizacyjnej.

## Notacja używana w Polsce
W Polsce rozpowszechnione jest nazewnictwo, w którym kolejne oktawy nazywamy i oznaczamy:
- subkontra (C) (cała oktawa występuje tylko w dużych organach, posiadających głosy 32')
- kontra (C)
- wielka (C)
- mała (c)
- razkreślna (c')
- dwukreślna (c'')
- trzykreślna (c''')

## Inne notacje
W krajach zachodnich używana jest notacja amerykańska, zwana często notacją międzynarodową (ang. International Pitch Notation, IPN), w której kolejne oktawy numerowane są od zera, a numer oktawy zapisywany jest w indeksie dolnym po nazwie dźwięku (i ewentualnych znakach chromatycznych), np.: C0, G#4, F6.  
Spotyka się też alternatywne sposoby zapisu indeksu: C(0), G#(4), F(6); C[0], G#[4], F[6] czy C0, G#4, F6. Ta ostatnia notacja częsta jest w programach komputerowych i elektronicznych instrumentach. 
W notacji Helmholtza oktawy oznaczane są kolejnymi symbolami: C‚‚‚  C‚‚  C‚  C  c  c’  c’’  c’’’.
W konwencji angielskiej zamiast użycia znaczków przy literach zwielokrotnia się litery: CCC CC C c cc ccc.
W literaturze niemieckiej spotyka się indeksy dolne przed lub po literze dla oktaw niższych: 2C, C2; 1C, C1; a indeksy górne (tylko po literze) dla oktaw wyższych: c1, c2. System ten stosowany jest czasami w Polsce.
Notacja MIDI obejmuje kolejnych 128 wysokości tonu różniących się o półton (0-127). Najczęściej C0 to w MIDI #12, C4 - #60, ale u niektórych producentów bywa, że notacja jest przesunięta o oktawę w górę lub w dół.

## „Środkowe c”
Ważnym pojęciem w kontekście numeracji oktaw jest tzw. „środkowe c” (ang. middle C). Jest to dźwięk odpowiadający klawiszowi c', znajdujący się mniej więcej w połowie klawiatury fortepianu (nieco w lewo od geometrycznego środka, który we współczesnych fortepianach przebiega pomiędzy klawiszami e' i f'). Należy mieć na uwadze, że dźwięk ten może znajdować się daleko od środka skali niektórych instrumentów lub w ogóle poza ich skalą. W notacji jest to dźwięk c', w zachodnich - C4. 
Drugim istotnym dźwiękiem jest dźwięk a', którego częstotliwość ujednolicono i przyjęto w 1936 jako 440 Hz. Tę częstotliwość emitują kamertony. Przy tym założeniu „środkowemu c” odpowiada ok. 261,62 Hz.
Notacji amerykańskiej (zwanej po angielsku Scientific Pitch Notation) nie należy mylić ze standardem Scientific Pitch, który przyjmuje założenie, że c' czyli C4 to 256 Hz, a C0 to 16 Hz. Wtedy dźwięki C mają całkowite częstotliwości w hercach, jednak inne dźwięki (w tym A) już nie.

## Zestawienie dźwięków C
| Notacja             | C-1  | C0   | C1   | C2    | C3    |
| ------------------- | ---- | ---- | ---- | ----- | ----- |
| Notacja             | C    | C    | C    | c     | c'    |
| Notacja niemiecka   | C2   | C1   | C    | c     | c1    |
| Helmholtz           | C,,  | C,   | C    | c     | c'    |
| Konwencja angielska | CCC  | CC   | C    | c     | cc    |
| Notacje zachodnie   | C0   | C1   | C2   | C3    | C4    |
| MIDI                | #12  | #24  | #36  | #48   | #60   |
| Hz                  | ≈ 16 | ≈ 32 | ≈ 64 | ≈ 130 | ≈ 261 |

## Różnica między B a H
W tym kontekście należy jeszcze przypomnieć, że w literaturze polskiej i zachodniej nazwy dźwięków B i H mają inne znaczenie. 
W Polsce w szeregu diatonicznym (czyli na białych klawiszach) po A następuje H, a następnie C następnej oktawy. B to dźwięk H obniżony o półton. Jest to konwencja rozpowszechniona w Niemczech i kilku sąsiednich krajach.
W konwencji „angielskiej” po A diatonicznie następuje B. Dźwięk H nie występuje. B obniżone o półton nazywa się B flat (dosł. B z bemolem; notacja B♭).
| Kolejne półtony     |   |       |   |   |
| ------------------- | - | ----- | - | - |
| Polska konwencja    | A | Ais/B | H | C |
| Angielska konwencja | A | A#/B♭ | B | C |